# Deutsches Richtergesetz
Das Deutsche Richtergesetz (DRiG) regelt die Rechtsstellung der Richter im Bundes- und Landesdienst in der Bundesrepublik Deutschland. Zusätzlich haben die einzelnen Bundesländer eigene Richtergesetze zur Konkretisierung der Rahmenvorschriften erlassen. Die Normsetzungskompetenz für Bund und Länder erwächst aus Art. 98 GG.
Das Gesetz konkretisiert zahlreiche Verfassungsvorgaben für die Richter als Organe der rechtsprechenden Gewalt. Insbesondere die Unvereinbarkeit des Richteramts mit anderweitigen Tätigkeiten in einer der anderen Gewalten.

## Ausbildung
Ausbildungsbezogen bestimmt sich der Zugang zum (hauptamtlichen) Richteramt (§§ 5 ff. DRiG) durch das mindestens zwei-, regelmäßig vierjährige rechtswissenschaftliche Studium an einer Universität, das mit der Ersten Juristischen Prüfung (bestehend aus universitärer Schwerpunkts- und staatlicher Pflichtfachprüfung) – auch Referendarexamen genannt – abgeschlossen wird. Darauf folgend muss ein zweijähriger Vorbereitungsdienst (juristisches Referendariat) bei einem Zivilgericht, einer Staatsanwaltschaft oder Strafgericht, einer Verwaltungsbehörde und einer Rechtsanwältin oder einem Rechtsanwalt stattfinden. Das anschließende zweite Staatsexamen (auch Große Staatsprüfung oder Assessorexamen) verleiht bei Bestehen die Befähigung zum Richteramt, die auch als Zugang zum Rechtsanwaltsberuf oder den Höheren Dienst in der Verwaltung notwendig ist oder sein kann. Sie ist auch Voraussetzung zum Eintritt in den Dienst der Staatsanwaltschaft (§ 122 DRiG).
Neben dem Amt des hauptamtlichen Richters, der Volljurist sein muss, kennt das deutsche Recht auch noch das Amt des ehrenamtlichen Richters ohne zwingende juristische Ausbildung. Die ehrenamtlichen Richter sind bei der Urteilsfindung gegenüber dem hauptamtlichen Richter völlig gleichberechtigt und nur dem Gesetz und ihrem Gewissen verantwortlich. Sie können den hauptamtlichen Richter auch überstimmen.

## Voraussetzungen (§ 9 DRiG)
Neben der Befähigung zum Richteramt bedarf es zur Berufung als Richter nach § 9 DRiG der deutschen Staatsangehörigkeit, hinreichender sozialer Kompetenz und dem Nachweis, dass der Berufene jederzeit für die freiheitliche demokratische Grundordnung der Bundesrepublik Deutschland eintritt.

## Berufsbezeichnungen
Ein Richter wird zunächst „auf Probe“ ernannt und führt die Dienstbezeichnung „Richter“. Nach Ablauf der Probezeit wird er in der Regel zum „Richter auf Lebenszeit“ ernannt. Nur in Ausnahmefällen werden „Richter auf Zeit“ ernannt.
Die Amtsbezeichnungen (früher: Amtsgerichtsrat, Landgerichtsdirektor, Senatspräsident usw.) wurden inzwischen insoweit modernisiert, dass nunmehr folgende Bezeichnungen verwendet werden:
- „Richter am …gericht“ (z. B. Richter am Arbeitsgericht) für den Einzelrichter oder beisitzenden Richter
- „Vorsitzender Richter am …gericht“ für den vorsitzenden Richter im Kollegialspruchkörper
- „Direktor des …gerichts“ für den Leiter eines Amts-, Arbeits- oder Sozialgerichts (bis zu einer bestimmten Größe des Gerichts)
- „Präsident des …gerichts“ für den Leiter eines anderen Gerichts und großer erstinstanzlicher Gerichte (so genannter Präsidialgerichte)
- „Vizepräsident des …gerichts“ für den ständigen Vertreter eines Präsidenten
- „Weiterer aufsichtführender Richter am Amtsgericht“ für einen auch mit Verwaltungsaufgaben betrauten Richter (im Auftrag des Direktors oder Präsidenten des Amtsgerichts, nicht aber in Vertretung)

## Eid
Nach § 38 DRiG hat der Richter folgenden Eid zu schwören:
„Ich schwöre, das Richteramt getreu dem Grundgesetz für die Bundesrepublik Deutschland und getreu dem Gesetz auszuüben, nach bestem Wissen und Gewissen ohne Ansehen der Person zu urteilen und nur der Wahrheit und Gerechtigkeit zu dienen, so wahr mir Gott helfe.“
Gemäß Absatz 2 kann der Eid auch ohne die Worte „so wahr mir Gott helfe“ geleistet werden.

## Dienstliche Angelegenheiten, Disziplinarsachen
Über den Richter kann nur die Dienstaufsicht ausgeübt werden. Das ergibt sich aus seiner verfassungsrechtlich geschützten Unabhängigkeit. Bei Richtern entscheiden in Disziplinarverfahren die Dienstgerichte (vgl. § 78, § 62 DRiG). Soll aber lediglich ein Verweis erteilt werden, so kann dies durch Disziplinarverfügung ausgesprochen werden (vgl. § 64 DRiG). Für Bundesrichter besteht beim Bundesgerichtshof das Dienstgericht des Bundes.

## § 116 DRiG (Eintritt in den Ruhestand in Sonderfällen)
Unmittelbar mit der Verkündung des Gesetzes am 14. September 1961 (und nicht erst bei Inkrafttreten der übrigen §§) trat § 116 in Kraft: „Ein Richter oder Staatsanwalt, der in der Zeit vom 1. September 1939 bis zum 9. Mai 1945 als Richter oder Staatsanwalt in der Strafrechtspflege mitgewirkt hat, kann auf seinen Antrag in den Ruhestand versetzt werden.“ Denn die dafür gesetzte Frist endete bereits am 30. Juni 1962. Zweck der Bestimmung war, bei Gelegenheit des Richtergesetzes die Justiz von möglichst vielen NS-Richtern zu befreien, und zwar „geräuschlos“, mittels eines Paragraphen, der sich beim Inkrafttreten des Gesetzes bereits erübrigt haben würde.